# Альбеттоне

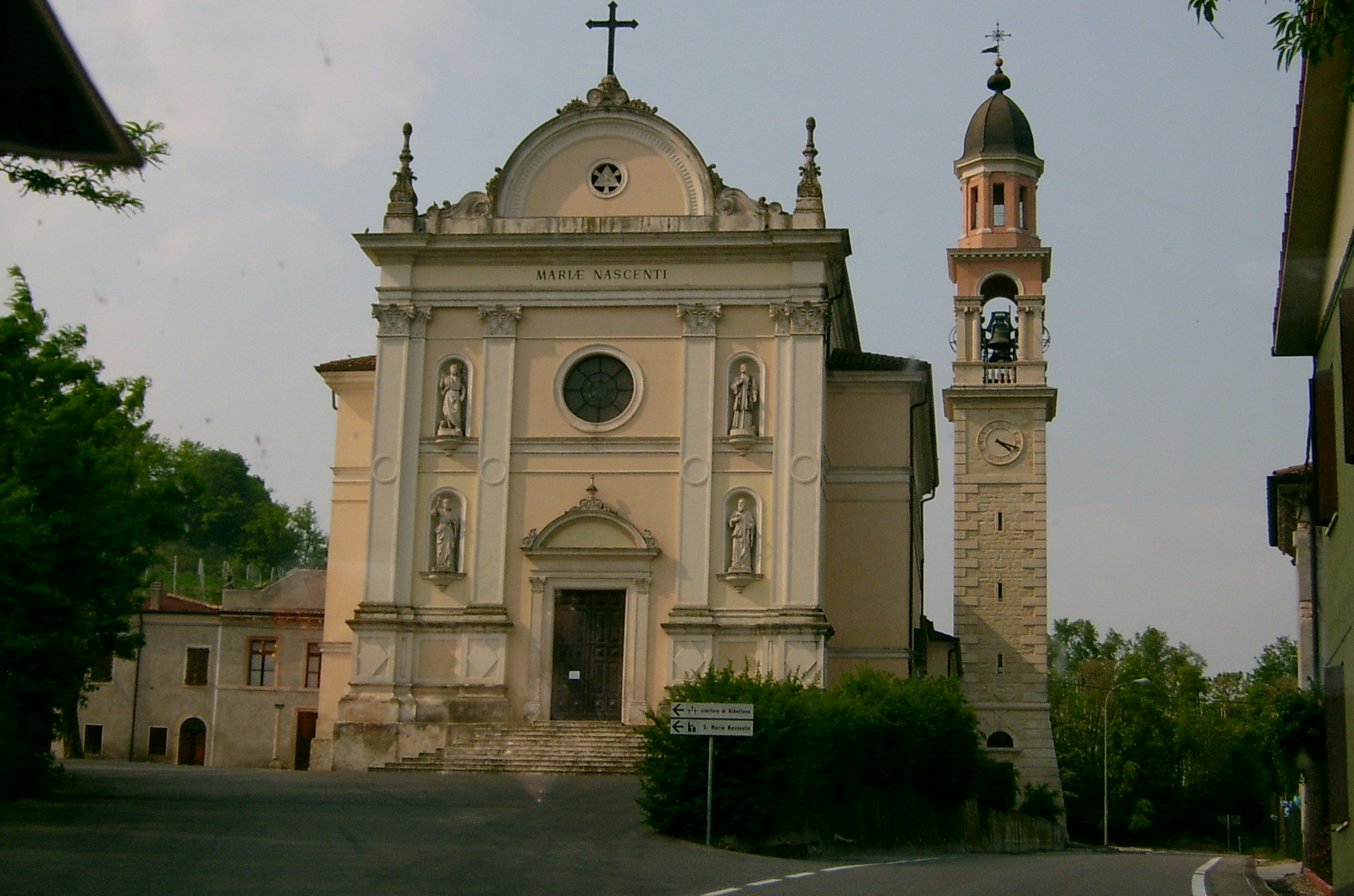
Храм Рождества Пресвятой Богородицы

Альбеттоне (итал. Albettone) — коммуна в Италии, располагается в провинции Виченца области Венеция.
Население составляет 1990 человек, плотность населения составляет 105 чел./км². Занимает площадь 19 км². Почтовый индекс — 36020. Телефонный код — 00444.
В коммуне 8 сентября особо празднуют Рождество Пресвятой Богородицы.